# Jan Gooris
Jan Gooris, aussi connu sous le nom Joannis Gratianus Gregorii, né à Bruxelles et mort le 2 novembre 1659 à Anderlecht (Pays-Bas méridionaux), prêtre, chanoine et auteur de biographies de saints.

## Biographie
Il se destine au clergé et sera successivement curé de l’église Saint-Jacques d’Anvers en 1621, chanoine à la cathédrale Saint-Donatien de Bruges en 1631, puis à Anderlecht jusqu’à sa mort.
Dans sa langue maternelle, il écrivit deux biographies : une du comte et martyr de Flandre, Charles le Bon, publiée à Bruges en 1629, une autre de Guidon d'Anderlecht, confesseur patron contre la dysenterie et protecteur du bétail.

## Œuvre
- (nl) Het leven en de Martelie van Carolus Bonus, graef van Vlaenderen, Vve De Moor & Fils, Bruges, 1628
- (la) Vita & martyrium Caroli Boni Flandriæ comitis, ac Canuti Danorum regis et protomartyris filii, typis G. de Neve
- (nl) Het leven en de miraeckelen van S. Wyen, Bruxelles, Vve G. Cawe, 1633[3]